# Freie Patriotische Union
Die Freie Patriotische Union (arabisch الاتحاد الوطني الحرّ, DMG al-ittiḥād al-waṭanī al-ḥurr, französisch Union patriotique libre), auch bekannt unter ihrem französischen Akronym UPL, ist eine populistische und Mitte-rechts ausgerichtete politische Partei in Tunesien. Sie wird seit ihrer Gründung von dem Großunternehmer Slim Riahi geführt. Die Ideologie der Partei basiert auf Wirtschaftsliberalismus und Säkularismus. Sie selbst verortet sich in der Mitte des politischen Spektrums.

## Geschichte
Sie wurde offiziell am 19. Mai 2011, nach der Jasminrevolution vom Januar 2011, gegründet und trug zunächst den Namen „Liberale Patriotische Union“. Einen Monat später änderte sie den Namensbestandteil libéral („liberal“) in libre („frei“). Der Parteisprecher ist Mohsen Hassan und der Vizepräsident der Partei ist Nejib Derouiche.
Der Leiter und Förderer der Partei, Slim Riahi wuchs in Libyen auf, wo er ein Vermögen mit Investitionen in den Sektoren Erdöl, Energie und Immobilien-Projektentwicklung anhäufte. Seinen Gegnern zufolge hatte er enge Beziehungen zu Saif al-Islam al-Gaddafi, dem Sohn des libyschen Staatsführers. Im Januar 2011 kehrte er im Zuge der „Jasminrevolution“ zurück nach Tunesien. Riahi ist auch Präsident des Tuniser Fußballvereins Club Africain. Die Partei befürwortet eine freie Marktwirtschaft sowie eine moderne Gesellschaft und lehnt den Islamismus ab.
Die Freie Patriotische Union wurde 2011 vor allem für ihre teure und aufwändige Wahlkampagne bekannt. Sie bot potentiellen Wählern Busreisen zu Parteiversammlungen an. Im Gegensatz zu anderen Parteien konnte die Freie Patriotische Union ihre Kandidaten und Aktivisten bezahlen. Allerdings erntete die Partei den Vorwurf, Kandidaten und Unterstützer zu „kaufen“. Auch der Anschein, dass die Partei Wirtschaftsinteressen mit politischer Aktivität vermischt, brachte die Partei in die Kritik. Die Freie Patriotische Union kam in Konflikt mit Tunesiens Wahlbehörde ISIE, da sie ihre Werbekampagne vom 12. bis zum 30. September fortführte und damit das von der ISIE auferlegte Verbot des Wahlkampfes während dieses Zeitraums ignorierte. Obwohl sie sich vor der Wahl als einzige ernstzunehmende Gegenspielerin der islamistischen Ennahda dargestellt hatte, gewann sie letztlich nur einen Sitz in der Verfassunggebenden Versammlung.
Bei der ersten regulären Parlamentswahl unter der neuen Verfassung im Oktober 2014 wurde die UPL mit 16 der 217 Sitze drittstärkste Kraft. Bei der anschließenden Präsidentschaftswahl schied ihr Parteichef Riahi mit 5,55 % als Fünftplatzierter aus.